# Desmodium occidentale
Desmodium occidentale är en ärtväxtart som först beskrevs av Conrad Vernon Morton, och fick sitt nu gällande namn av Paul Carpenter Standley. Desmodium occidentale ingår i släktet Desmodium och familjen ärtväxter. Inga underarter finns listade i Catalogue of Life.